# Piteado

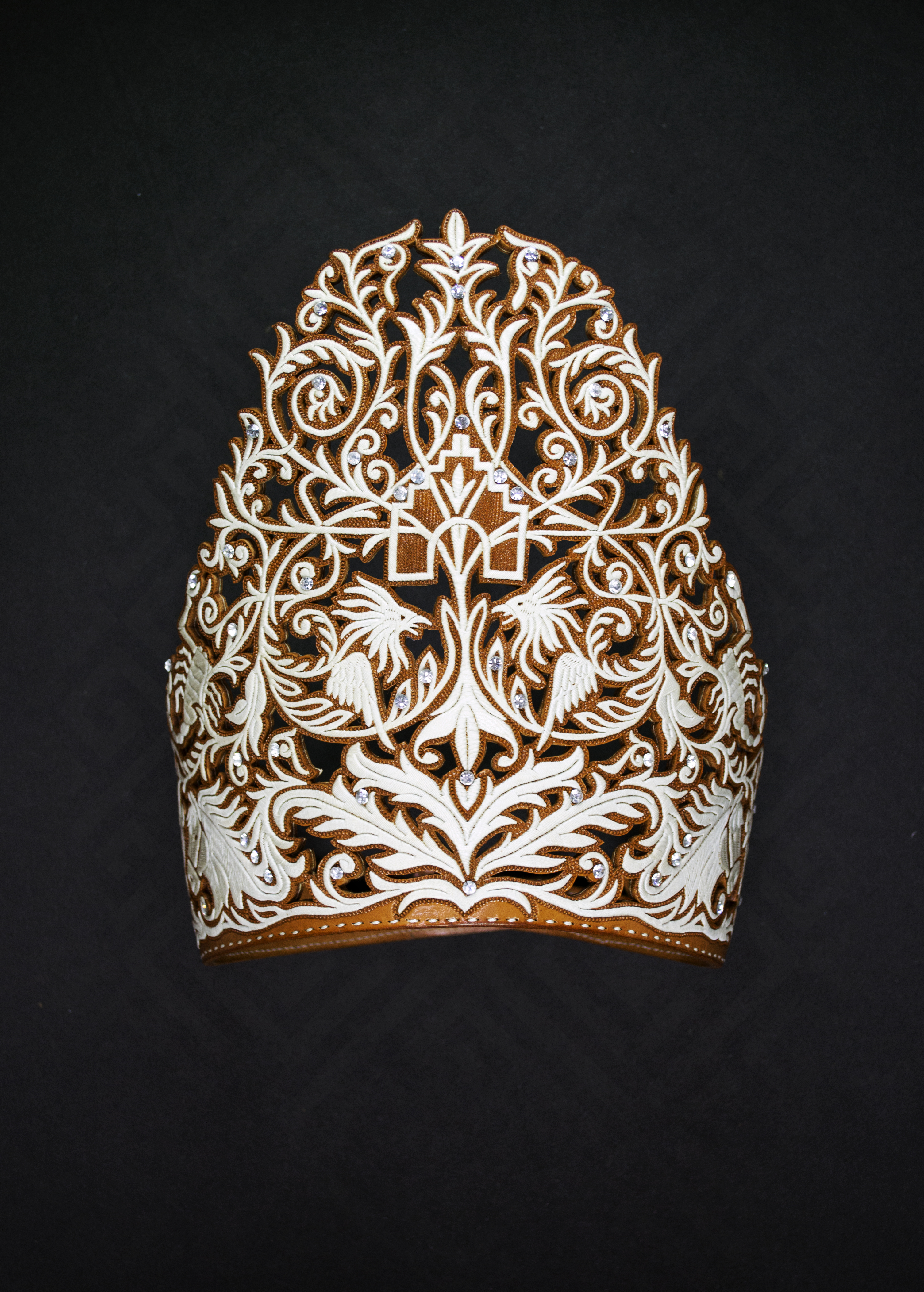
Corona fatta per la regina della 25ª Fiera Nazionale del piteado a Colotlán.

Piteado è una tecnica artigianale di pelle ricamata con fibra d'Aechmea magdalenae (detta pita) particolarmente popolare in Messico e in America Centrale.
Questa tecnica permette di abbellire cintura, stivali, selle,  e altri accessori in pelle con disegni tipici come i fiori, animali, charrería e simboli pre-ispanici.

## Storia
L'artigianato piteado attuale deriva probabilmente, alla fine del XIX secolo, dell'uso della fibra dagli indiani Zapotechi per cucire le scarpe. Prima il decennio 1990, l'artigianato si è progressivamente sviluppato in diverse città del Messico settentrionale e centrale ma la sua produzione fu principalmente dedicata alle charros e altre persone con risorse economiche importanti. All'inizio del decennio 1990, la moda del piteado è lanciata da musicisti cowboy del gruppo "onda grupera": questo fenomeno va contribuire a diffondere gli articoli piteado presso popolazione di classe media nel nord e nel centro del Messico, come nella comunità messicana degli Stati Uniti d'America. Gli istituti penitenziari hanno anche svolto un ruolo importante nella sua diffusione perché l'attività lavorativa per molti prigionieri era la produzione di articoli ricamati.
In Colotlán, città ubicata a nord di Jalisco, la pelle ricamata artigianale è così tradizionale che anche il comune è stato chiamato "la capitale mondiale del piteado". E da 25 anni, Colotlán ospita e organizza la Feria nacional del piteado.

## Caratteristiche di produzione a Colotlán[4]
| Tipo di laboratorio | Numero di ricamatrici | Consumo mensile di pita (kg) | Capacità di produzione di cinture/mese | Prodotti trasformati                   |
| ------------------- | --------------------- | ---------------------------- | -------------------------------------- | -------------------------------------- |
| Familiare           | 3 - 6                 | 1 - 2                        | 3 - 6                                  | Solo articoli su richiesta             |
| Medio               | 30 - 80               | 6 - 15                       | 50 - 250                               | Articoli semifine su ordine per negozi |
| Grande              | > 100                 | 16 - 50                      | > 500                                  | Solo articoli commerciali              |
| Industriale         | > 1000                | > 400                        | < 500                                  | Solo articoli commerciali              |

## Galleria d'immagini

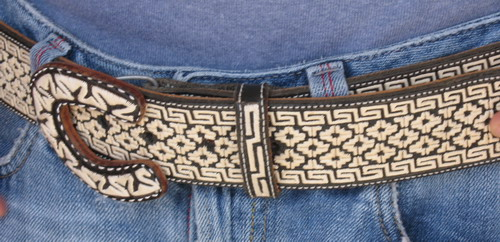
Particolare di una cintura piteado fatta a mano
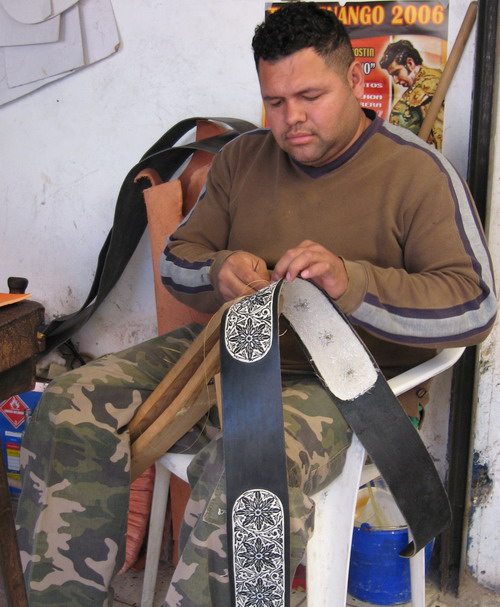
Punteador al lavoro in selleria
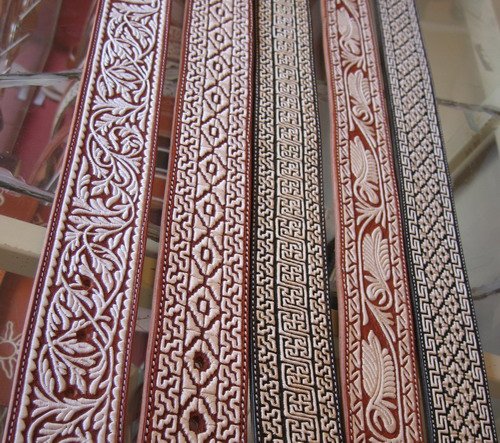
Varietà di cinture